# Because You Loved Me
"Because You Loved Me" là một bài hát của nghệ sĩ thu âm người Canada Celine Dion nằm trong album phòng thu tiếng Anh thứ tư của cô, Falling into You (1996). Nó được phát hành như là đĩa đơn đầu tiên trích từ album tại Bắc Mỹ và Nhật Bản cũng như thứ hai ở những khu vực khác vào ngày 20 tháng 2 năm 1996 bởi Columbia Records và Epic Records. Ngoài ra, nó còn được chọn làm bản nhạc chủ đề cho bộ phim năm 1996 Up Close & Personal mặc dù không xuất hiện trong album nhạc phim chính thức. "Because You Loved Me" được viết lời bởi Diane Warren như một sự tri ân đến người bố đã động viên cô trong những khoảng thời gian khó khăn, trong khi phần sản xuất được đảm nhận bởi David Foster, cộng tác viên quen thuộc xuyên suốt sự nghiệp của Dion. Đây là một bản pop ballad kết hợp với những yếu tố từ R&B mang nội dung đề cập đến sự cảm kích của một cô gái đối với người yêu của cô, trong đó cô kể lại những hành động anh đã giúp đỡ cô trong nhiều hoàn cảnh và khẳng định rằng chính sự hướng dẫn, khuyến khích và lời hứa bảo vệ cô suốt cuộc đời đã khiến cô trở nên mạnh mẽ như ngày hôm nay.
Sau khi phát hành, "Because You Loved Me" nhận được những phản ứng tích cực từ các nhà phê bình âm nhạc, trong đó họ đánh giá cao chất giọng tình cảm của Dion cũng như quá trình sản xuất nó. Ngoài ra, bài hát còn gặt hái nhiều giải thưởng và đề cử tại những lễ trao giải lớn, bao gồm đề cử giải Quả cầu vàng và Oscar cho Bài hát gốc xuất sắc nhất cũng như bốn đề cử giải Grammy cho Thu âm của năm, Bài hát của năm, Trình diễn giọng pop nữ xuất sắc nhất và Bài hát xuất sắc nhất thuộc thể loại phim điện ảnh hoặc truyền hình tại lễ trao giải thường niên lần thứ 39, và chiến thắng một giải sau. "Because You Loved Me" cũng tiếp nhận những thành công vượt trội về mặt thương mại, đứng đầu bảng xếp hạng ở Úc và lọt vào top 10 ở hầu hết những quốc gia nó xuất hiện, bao gồm vuơn đến top 5 ở nhiều thị trường lớn như Canada, Ireland, Hà Lan, New Zealand, Thụy Sĩ và Vương quốc Anh. Tại Hoa Kỳ, nó đứng đầu trên bảng xếp hạng Billboard Hot 100 trong sáu tuần liên tiếp, trở thành đĩa đơn quán quân thứ hai và trụ vững ở ngôi vị số một lâu nhất trong sự nghiệp của Dion tại đây.
Video ca nhạc cho "Because You Loved Me" được đạo diễn bởi Kevin Bray, trong đó bao gồm những cảnh Dion hát trong một căn phòng với những màn hình đang chiếu những cảnh quay từ Up Close & Personal. Để quảng bá bài hát, nữ ca sĩ đã trình diễn nó trên nhiều chương trình truyền hình và lễ trao giải lớn, bao gồm Good Morning America, Late Show with David Letterman, The Oprah Winfrey Show, Top of the Pops, giải thưởng Giải trí Blockbuster năm 1996, giải thưởng Âm nhạc Thế giới năm 1996 và giải Oscar lần thứ 69, cũng như trong nhiều chuyến lưu diễn của cô. Kể từ khi phát hành, nó đã được hát lại và sử dụng làm nhạc mẫu bởi nhiều nghệ sĩ, như Zac Efron, Clay Aiken, Jake Zyrus, Michael Ball và dàn diễn viên của Glee. Ngoài ra, bài hát còn xuất hiện trong nhiều album tuyển tập trong sự nghiệp của Dion, bao gồm All the Way... A Decade of Song (1999) và My Love: Essential Collection (2008). Tính đến nay, nó đã bán được hơn 5.5 triệu bản trên toàn cầu, trở thành một trong những đĩa đơn bán chạy nhất mọi thời đại.

## Danh sách bài hát
| Đĩa CD tại châu Âu 1. "Because You Loved Me (Theme From "Up Close & Personal")" – 4:33 2. "If You Asked Me To" – 3:55 Đĩa CD maxi tại châu Âu 1. "Because You Loved Me (Theme From "Up Close & Personal")" – 4:33 2. "The Power of the Dream" – 4:30 3. "Think Twice" – 4:47 4. "Le Fils De Superman" – 4:32 Đĩa CD tại Hoa Kỳ 1. "Because You Loved Me (Theme From "Up Close & Personal")" – 4:33 2. "I Don't Know" – 4:39 | Đĩa CD #1 tại Anh quốc 1. "Because You Loved Me (Theme From "Up Close & Personal")" – 4:33 2. "Nothing Broken But My Heart" – 5:55 3. "Next Plane Out" – 4:57 4. "If You Asked Me To" – 3:55 Đĩa CD #2 tại Anh quốc 1. "Because You Loved Me (Theme From "Up Close & Personal")" – 4:33 2. "To Love You More" – 3:55 3. "All by Myself" (bản tiếng Tây Ban Nha) – 3:55 4. "Think Twice" – 3:55 |

## Xếp hạng
| Bảng xếp hạng (1996)                     | Vị trí cao nhất |
| ---------------------------------------- | --------------- |
| Úc (ARIA)                                | 1               |
| Áo (Ö3 Austria Top 40)                   | 18              |
| Bỉ (Ultratop 50 Flanders)                | 5               |
| Bỉ (Ultratop 50 Wallonia)                | 12              |
| Canada (RPM)                             | 2               |
| Canada Adult Contemporary (RPM)          | 1               |
| Châu Âu (European Hot 100 Singles)       | 6               |
| Pháp (SNEP)                              | 19              |
| Đức (Official German Charts)             | 13              |
| Ireland (IRMA)                           | 2               |
| Hà Lan (Dutch Top 40)                    | 4               |
| Hà Lan (Single Top 100)                  | 4               |
| New Zealand (Recorded Music NZ)          | 3               |
| Scotland (OCC)                           | 4               |
| Tây Ban Nha (AFYVE)                      | 22              |
| Thụy Điển (Sverigetopplistan)            | 24              |
| Thụy Sĩ (Schweizer Hitparade)            | 3               |
| Anh Quốc (OCC)                           | 5               |
| Hoa Kỳ Billboard Hot 100                 | 1               |
| Hoa Kỳ Adult Contemporary (Billboard)    | 1               |
| Hoa Kỳ Adult Pop Airplay (Billboard)     | 1               |
| Hoa Kỳ Hot R&B/Hip-Hop Songs (Billboard) | 41              |
| Hoa Kỳ Pop Airplay (Billboard)           | 1               |
| Hoa Kỳ Rhythmic (Billboard)              | 4               |

| Bảng xếp hạng (1996)                  | Vị trí |
| ------------------------------------- | ------ |
| Australia (ARIA)                      | 3      |
| Belgium (Ultratop 50 Flanders)        | 21     |
| Belgium (Ultratop 50 Wallonia)        | 64     |
| Canada (RPM)                          | 5      |
| Canada Adult Contemporary (RPM)       | 1      |
| Denmark (Tracklisten)                 | 39     |
| Europe (European Hot 100 Singles)     | 39     |
| France (SNEP)                         | 64     |
| Germany (Official German Charts)      | 31     |
| Japan (Tokyo Hot 100)                 | 6      |
| Netherlands (Dutch Top 40)            | 16     |
| Netherlands (Single Top 100)          | 35     |
| New Zealand (Recorded Music NZ)       | 10     |
| Sweden (Sverigetopplistan)            | 75     |
| Switzerland (Schweizer Hitparade)     | 20     |
| UK Singles (Official Charts Company)  | 27     |
| US Billboard Hot 100                  | 3      |
| US Adult Contemporary (Billboard)     | 2      |
| US Adult Top 40 (Billboard)           | 4      |
| US Top Soundtrack Singles (Billboard) | 1      |

| Bảng xếp hạng (1990–99) | Vị trí |
| ----------------------- | ------ |
| US Billboard Hot 100    | 18     |

| Bảng xếp hạng                | Vị trí |
| ---------------------------- | ------ |
| US Billboard Hot 100         | 152    |
| US Billboard Hot 100 (Women) | 45     |

## Chứng nhận
| Quốc gia | Chứng nhận  | Số đơn vị/doanh số chứng nhận |
| --- | ----------- | ----------------------------- |
| Úc (ARIA) | 2× Bạch kim | 140.000^                      |
| Pháp (SNEP) | —           | 183,000                       |
| Đức (BVMI) | Vàng        | 250.000^                      |
| New Zealand (RMNZ) | Bạch kim    | 10.000*                       |
| Anh Quốc (BPI) | Bạch kim    | 600.000‡                      |
| Hoa Kỳ (RIAA) | Bạch kim    | 2,047,000                     |
| * Chứng nhận dựa theo doanh số tiêu thụ. ^ Chứng nhận dựa theo doanh số nhập hàng. ‡ Chứng nhận dựa theo doanh số tiêu thụ và phát trực tuyến. |             |                               |

## Lịch sử phát hành
| Quốc gia       | Ngày                | Định dạng      | Nhãn          |
| -------------- | ------------------- | -------------- | ------------- |
| Mỹ             | 20 tháng 2 năm 1996 | CD cassette 7" | Columbia Epic |
| Vương quốc Anh | 20 tháng 5 năm 1996 | CD cassette    | Columbia Epic |